# Transversalité
Ne doit pas être confondu avec Transversalité (sciences humaines et sociales).
En algèbre linéaire et en géométrie différentielle, la propriété de transversalité est un qualificatif pour l'intersection de sous-espaces ou de sous-variétés. Elle est en quelque sorte l'opposé de la notion de tangente.
Deux sous-espaces vectoriels {\displaystyle F}, {\displaystyle G} d'un espace vectoriel {\displaystyle E} sont dits transverses quand {\displaystyle F+G=E}. Cette condition peut être réécrite, le cas échéant, en termes de codimension :
Deux sous-espaces affines {\displaystyle Y}, {\displaystyle Z} d'un espace affine {\displaystyle X} sont dits transverses si leurs directions sont transverses[réf. nécessaire], c'est-à-dire si 
Deux sous-variétés {\displaystyle M} et {\displaystyle N} d'une variété différentielle {\displaystyle P} sont dites transverses lorsque, pour tout point {\displaystyle x} de {\displaystyle M\cap N}, les espaces tangents {\displaystyle \displaystyle T_{x}M}   et {\displaystyle \displaystyle T_{x}N}  sont transverses dans l'espace tangent {\displaystyle \displaystyle T_{x}P}, c'est-à-dire si 
Dans la suite, {\displaystyle m,n,p} désignent les dimensions respectives de {\displaystyle M,N,P}.
Remarques :
- La définition reste valable pour les variétés banachiques.
- Deux sous-variétés disjointes sont transverses.
- Si {\displaystyle m+n<p}, alors la condition de transversalité ne peut être vérifiée que si les sous-variétés {\displaystyle M} et {\displaystyle N} sont disjointes.

Théorème — Une intersection transverse et non vide {\displaystyle M\cap N} est une sous-variété différentielle de dimension {\displaystyle m+n-p}.
On a donc dans ce cas les relations
et
Par exemple, deux surfaces régulières de l'espace à trois dimensions sont transverses si et seulement si elles n'ont aucun point de tangence. Dans ce cas, leur intersection forme une courbe régulière (éventuellement vide).
La notation {\displaystyle M\pitchfork N} indique chez certains auteurs que {\displaystyle M} et {\displaystyle N} sont transverses. 

## Généricité
Théorème — Si {\displaystyle M} et {\displaystyle N} sont deux sous-variétés de classe {\displaystyle C^{k}} ({\displaystyle \scriptstyle k\geq 1}) de dimensions respectives {\displaystyle m} et {\displaystyle n}, alors il existe un {\displaystyle C^{k}}-difféomorphisme {\displaystyle h} de {\displaystyle P}, aussi proche de l'identité que souhaité en topologie {\displaystyle C^{k}}, tel que {\displaystyle h(M)} intersecte transversalement {\displaystyle N}.
En général, deux sous-variétés s'intersectent transversalement, quitte à perturber l'une d'elles par une isotopie.